# Thomas Erich Killinger

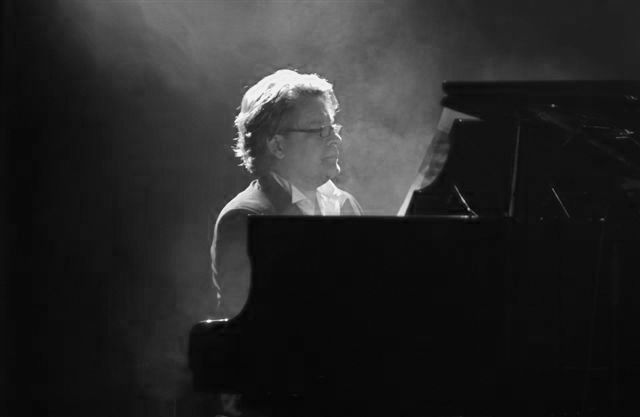
Thomas E. Killinger am Piano

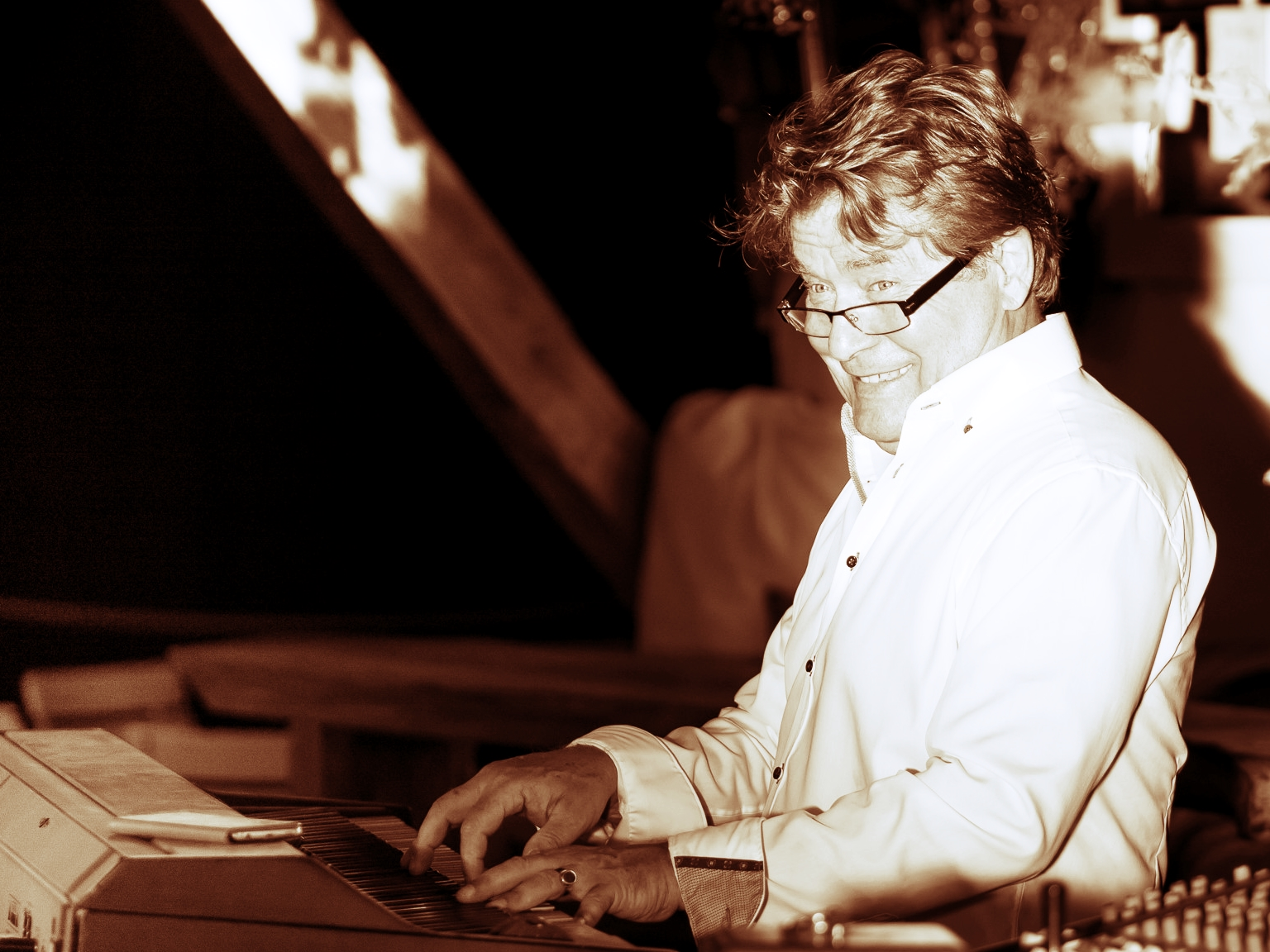
Thomas Erich Killinger

Thomas Erich Killinger (* 11. Juni 1957 in Köln) ist ein deutscher Komponist, Arrangeur, Librettist, Schauspieler und Sänger.

## Leben und Werk
Thomas Erich Killinger ist der älteste Sohn von Klaus Killinger und Ursula Killinger (geb. Drücke), Großvater ist Erich Walter Killinger, Urgroßvater Emil Killinger.
Er und sein Zwillingsbruder erhielten schon im Alter von zehn Jahren Stipendien des Konservatoriums Mannheim für ihr Klavierstudium. 1970 trat Thomas in die Laubacher Kantorei ein, Knabenchor der Hessen-Nassauischen Kirche in Laubach, Oberhessen. Dort wurde er von Hans Michael Beuerle, Dieter Kurz und Heinz Rudolf Meier unterrichtet. Neben zahlreichen Konzerten im In- und Ausland sang er 1972 als Knabensopran, unter der Leitung von Hans Michael Beuerle, als Erstaufnahme, das Requiem d-Moll von Anton Bruckner auf Platte mit ein.
In der Folge wurde seine musikalische Ausbildung durch Orgel- und Trompetenunterricht sowie die Tätigkeit als Chorpräfekt fortgesetzt. Nach dem Abitur 1977 und Grundwehrdienst bei der Deutschen Marine war er in verschiedenen Bands und mit Kompositions- und Studioarbeiten mit Ricky King und Pete Tex beschäftigt, bis Killinger schließlich von Charles B. Axton am Pfalztheater Kaiserslautern engagiert wurde. Dort debütierte er 1982 in der Rolle des Tony in der West Side Story von Leonard Bernstein. In der Folge sang er diese Partie an unterschiedlichen Theatern, bis er schließlich 1985 an der Staatsoper Hannover zum letzten Mal in dieser Rolle auf der Bühne stand.
Bis ins Jahr 2000 wirkte Killinger in zahllosen Theaterproduktionen mit. Er trat auf als Lucentio in Kiss me Kate, Berger in Hair, den Freddy in My Fair Lady unter Benno Hoffmann, Quasimodo in Quasimodo, the hunchback of Notre Dame, Lord Burleigh in Mary Steward, Weislingen im Götz von Berlichingen. Besonders protegiert wurde er in dieser Zeit durch Ellen Schwiers und Maria Caleita. 1988 begann Killinger wieder ernsthaft zu komponieren. Es entstand das Theatermusical QuasiModo, zusammen mit Charles Kálmán. Seit 1990 war er verantwortlich für die Neukompositionen, musikalische Einrichtungen und Leitungen bei den Burgfestspiele Jagsthausen. 1994 wurde er für die amerikanische Erstaufführung von Schippel the plumper, Bürger Schippel von Carl Sternheim nach Los Angeles (Cal. Rep. Company) engagiert. Er spielte den Paul Schippel und übernahm die musikalische Leitung. 1998/99 war Killinger musikalischer Leiter am Theater Baden-Baden.
Neben seinen vielseitigen Theaterengagements wirkte Killinger in mehreren Fernseh-Produktionen mit, beispielsweise Die wilde Auguste mit Erni Singerl (BR).  Er arbeitete mit und für Heidi Brühl, Raimund Harmstorf, Hana Hegerová, Eartha Kitt, Diana Körner, Gerhart Lippert, Ellen Schwiers, Katharina Jacob, Oliver Tobias, Dietz-Werner Steck, Angelika Milster, Ron Williams, Angela Roy, Veronika von Quast, Anna Montanaro, April Hailer, Marc Marshall, Cusch Jung, Matthias Davids, Andrea Spatzek, Gerhard Lippert, Monika Dahlberg, Chariklia Baxevanos, Gerd Silberbauer, Götz Burger, Mojca Erdmann, Margit Bönisch, Stefan Huber, Achim Zeppenfeld, Die Priester, Gary Todd, Volker Plangg, Hartmut H. Forche, Thorsten Brötzmann, Thomas Amper und andere.
Im Jahr 2000 starb seine Tochter Freya-Frances durch einen Unfall.
In der Rolle des Tranio in Der Widerspenstigen Zähmung stand er zum letzten Mal als Schauspieler auf der Bühne. Seither komponiert er, arrangiert und produziert Musicals, Theatermusik, Eventmusik, Lieder u. ä. Er hat kirchenmusikalische Werke (z. B. Den Namen Mensch tragen, Oratorium in fünf Bildern) komponiert und ist als  musikalischer Leiter an verschiedenen deutschen Theatern tätig. Der Popformation Lichtmond gehörte er als Vocal Artist und Pianist an, 2010 Act bei Night of the Proms Tour, Germany.
Thomas E. Killinger hat zwei Töchter, Freya-Frances, verstorben im August 2000, und Vedika Daphne.

## Filmografie (Auswahl)
- 1997: Dr. Stefan Frank – Der Arzt, dem die Frauen vertrauen – Licht am Horizont
- 1996: Herr Hallmeier – Die wilde Auguste – Bayerisches Fernsehen

## Bühnenstücke, Werke
- QuasiModo, the hunchback of Notre Dame : Musical (Musik), zusammen mit Charles Kálmán (Musik), Maria Caleita (Libretto & Lyriks), Verlag Whale Songs Communications Verlags-Gesellschaft Hamburg & Hartmann & Stauffacher Köln 1988
- Drei Damen im Chor oder Trio musicale : Musikalische Komödie (Musik), zusammen mit Gerhard Haase-Hindenberg (Libretto & Lyriks), Verlag Whale Songs Communications Verlags-Gesellschaft Hamburg & Hartmann & Stauffacher Köln 2001
- Max Boxheimers letzte Show : Musical (Musik), zusammen mit Gretchen Cryer (amerik. Lyriks und Musik) und Gerhard Haase-Hindenberg (Libretto & Lyriks), Verlag Whale Songs Communications Verlags-Gesellschaft Hamburg & Hartmann & Stauffacher Köln 2001
- Die zwölfte Nacht : Komödie mit Musik nach William Shakespeares Was ihr wollt (Musik), zusammen mit Gerhard Haase-Hindenberg (Bearbeitung & Lyriks), Verlag Whale Songs Communications Verlags-Gesellschaft Hamburg & Hartmann & Stauffacher Köln 2001
- Die Schöne und das Tier … Das tapfere Schneiderlein … Aladin und die Wunderlampe … Der gestiefelte Kater … Aschenputtel … Dornröschen … Max und Moritz … Pinocchio … Dschungelbuch I. und II. … Ali Baba und die 40 Räuber … Schneewittchen … : Musicals (Musik) zusammen mit Jan Aust (Libretto & Lyriks), Verlag Whale Songs Communications Verlags-Gesellschaft Hamburg & Hartmann & Stauffacher Köln seit 1992
- Den Namen Mensch tragen : Oratorium (Musik), Lyrik Stephen Vincent Benét, Verlag Killinger music, Warngau 2003
- Götzi … und die Suche nach dem Schatten : Musical (Musik) zusammen mit Petra Franziska Killinger (Libretto & Lyriks), Verlag Whale Songs Communications Verlags-Gesellschaft Hamburg & Hartmann & Stauffacher Köln 2006
- Surprise, surprise en Francais : Musical (Musik & Lyriks), zusammen mit Francis C. Winter (Libretto), LITAG Verlag, München 2011
- Catwalk the musical : Musical (Musik & Libretto & Lyriks), Verlag Killinger music, Warngau 2014
- Brüder Wright : Musical (Musik & Libretto & Lyriks), Verlag Killinger music, Warngau 2014
- Der Zigeunerbauer : Theater (Musik), Verlag E. & E. Ringsgwandl, Riedering 2015
- Der Prinz und der Bettler : Musical (Musik & Lyriks), zusammen mit Claus J. Frankl (Libretto), Verlag Killinger music, Warngau 2016
- Die Romanows : Musical (Musik & Libretto & Lyriks), Verlag Killinger music, Warngau 2016
- Der Verrückte Handy Laden : Musical (Musik & Libretto & Lyriks), Verlag Killinger music, Warngau 2017
- Elias : Theater (Musik), Verlag E. & E. Ringsgwandl, Riedering 2017
- Leoni & Leon : Theaterstück für Kinder u. Jugendliche mit Musik (Musik & Libretto & Lyriks), Verlag Killinger music, Warngau 2017
- Parabel : Bühnenprogramm (Musik & Libretto & Lyriks), Verlag Killinger music, Warngau 2017
- Stille Nacht, ein Lied geht um die Welt : Musical (Musik) zusammen mit Claus J. Frankl (Libretto), Petra Franziska Killinger (Lyriks), Verlag Euro-Studio Landgraf, Titisee/Neustadt 2018
- Ebenezers wundersame Weihnachtszeit : Musical (Musik), zusammen mit Florian Schmidt (Libretto & Lyriks), LITAG Verlag, München 2018
- Das Geschenk : A Musical Play (Musik & Libretto & Lyriks), Verlag Killinger music, 2020
- VILLA HAAR : Musical (Musik & Libretto & Lyriks), LITAG Verlag, München 2022
- Lady Hotdog : Musical (Musik & Libretto & Lyriks), Verlag Killinger music, Warngau 2023
- Die Legende von Bonny & Mary : Musical (Musik & Libretto & Lyriks), Verlag Killinger music, Warngau 2024

## Ton-/Bildträger
- Romanza, Album (2006) LC1510, Fratelli Project, Almara/Rough Trade
- Lichtmond, Album (2010) LC24389, Lichtmond, bluephase media
- Moonlight, DVD (2011) LC24389, Lichtmond, bluephase media
- Spiritus Dei, Album (2011) LC19045, Die Priester, Koch, Universal Music Group
- Rex Gloriae, Album (2012) LC19045, Die Priester, Koch, Universal Music Group
- Lichtmond 2, Album (2012) LC24389, Lichtmond, bluephase media
- Tutanchamun, Sein Grab und die Schätze, DVD (2013) Semmel Concerts Entertainment
- Day of Eternity, Album (2014) LC24389, Lichtmond, bluephase media
- Day of Eternity, DVD (2014) LC24389, Lichtmond, bluephase media
- Gondoliere, Album (2014) LC1510, Fratelli Project, ALMARA Records
- salus advenit, Album (2015) LC19045, Die Priester, Koch, Universal Music Group
- The Journey, Album (2016) LC24389, Lichtmond, Electrola – a division of Universal Music Group
- The Journey, DVD (2016) LC24389, Lichtmond, Electrola – a division of Universal Music Group
- Möge die Straße, Album (2017) LC30485, Die Priester, AIRFORCE1 Recording a division of Universal Music Group
- Das Beste, Kompilationen (2018) Die Priester, AIRFORCE1 Recording a division of Universal Music Group
- Halleluja!, Album (2019) Die Priester, AIRFORCE1 Recording a division of Universal Music Group

## Gold/Platin
- Gold   für Lichtmond Moonlight         25.000 DVD 2011
- Platin für Lichtmond Moonlight         50.000 DVD 2011
- Gold   für Die Priester Spiritus Dei  100.000 Alben 2012
- Gold   für Die Priester Spiritus Dei    7.500 Alben 2012 (Österreich)
- Gold   für Lichtmond Universe of Light 25.000 DVD 2012
- Gold   für Lichtmond Days of Eternity 25.000 DVD 2015

## Inthega Preise
- 3. Preis  Macbeth (Shakespeare) 86/87
- 1. Preis  QuasiModo, the hunchback of Notre Dame 89/90
- 2. Preis  Mutter Courage und ihre Kinder 92/93
- 1. Preis  Was ihr wollt 94/95
- 1. Preis  Mutter Courage und ihre Kinder 99/00
- 1. Preis  Der Widerspenstigen Zähmung 00/01
- 3. Preis  Viel Lärm um Nichts 04/05

## Best Newcomer Klassik
- 1. Preis der 21. Goldenen Künstler Gala, Debütalbum Romanza by Fratelli Project 2008

## Oberbayrischer Kulturpreis 2018
- Elfriede Ringsgwandl & Ensemble Himmegugga, Musik Thomas E. Killinger 2018